# 酒匂インターチェンジ
酒匂インターチェンジ（さかわインターチェンジ）は、神奈川県小田原市酒匂にある西湘バイパスのインターチェンジである。上り線（大磯方面）入口のみのクォーターICである。

## 接続する道路
- 国道1号
- 神奈川県道719号鴨ノ宮停車場線

## 歴史
- 1967年（昭和42年）1月18日：供用開始。

## 周辺
- 国立印刷局小田原工場
- 酒匂橋（酒匂川）
- 鴨宮駅

## 隣
E84 西湘バイパス
国府津IC - 西湘PA（下り） - 酒匂IC - 小田原IC